# ENUSA
ENUSA Industrias Avanzadas, SA, SME, denominada Empresa Nacional del Uranio, SA hasta 2000, es una empresa pública española que se encarga del diseño, la fabricación y el abastecimiento de combustible nuclear para las centrales nucleares españolas y extranjeras.
La actividad de la empresa se centra en el negocio nuclear, dentro del que realiza labores de aprovisionamiento de uranio enriquecido actuando como central de compras para las empresas eléctricas en España. Además, cuenta con una fábrica de elementos combustibles ubicada en Juzbado (Salamanca), donde también se encuentra una planta de biogás, cuyos activos fueron enajenados en el ejercicio 2020. También cuenta con un centro medioambiental en la antigua mina de uranio de Saelices el Chico (Salamanca), una planta de residuos sólidos urbanos en Cervera del Maestre (Castellón) y unas antiguas instalaciones mineras en Don Benito (Badajoz).

## Accionistas
Se trata de una empresa pública participada al 60 % por la Sociedad Estatal de Participaciones Industriales (SEPI), dependiente del Ministerio de Hacienda, y en un 40 % por el Centro de Investigaciones Energéticas, Medioambientales y Tecnológicas (CIEMAT), que a su vez pertenece al Ministerio de Ciencia e Innovación.

## Grupo ENUSA

### Filiales
Es, asimismo, la empresa matriz, con una participación del 100% de otras sociedades industriales: EMGRISA, Empresa para la Gestión de Residuos Industriales, SA —constituida en 1990 para la gestión de residuos peligrosos y no peligrosos y el tratamiento de suelos y aguas contaminados y que desde 2003 forma parte del grupo ENUSA— y ETSA Global Logistics, SA —constituida en 1996 y dedicada al transporte de mercancías peligrosas— que en 2021 actualizó su imagen corporativa, su página web y adaptó su nombre social.

### Otras participaciones
Además tiene participaciones minoritarias en:
- ETSA (100%)
- EMGRISA (99,62%)
- ENUSA-ENSA AIE (50%).
- REMESA (50%)
- GENUSA (49%)
- GNF ENUSA Nuclear Fuel (49%).
- CETRANSA (30%).
- Spanish Nuclear Group for Cooperation AIE (25%).
- CETRAMESA (10%)